# Areca laosensis
Areca laosensis är en enhjärtbladig växtart som beskrevs av Odoardo Beccari. Areca laosensis ingår i släktet Areca och familjen Arecaceae. Inga underarter finns listade i Catalogue of Life.